# One More Light Live
One More Light Live é o terceiro álbum ao vivo da banda americana de rock Linkin Park. O álbum foi lançado em 15 de dezembro de 2017 pela gravadora Warner Bros.
Foi gravado durante o One More Light World Tour, turnê essa, que promovia o sétimo álbum de estúdio da banda, One More Light. A turnê foi cancelada em 21 de julho de 2017, por causa da morte do vocalista Chester Bennington, um dia antes. Nesse álbum, conta com uma versão de piano ao vivo de "Crawling", uma versão estendida de "Leave Out All the Rest", e uma participação do rapper Stormzy em "Good Goodbye".
A decisão de lançar o álbum, foi ditada pelos próprios membros do Linkin Park para homenagear a vida de Bennington e seu compromisso durante o One More Light World Tour. Esse foi o primeiro lançamento da banda desde a morte de Bennington.

## Antecedentes
A seguinte declaração foi emitida pela banda com o anúncio do álbum: 
| “ | Nós dedicamos este álbum ao vivo ao nosso irmão Chester, que deu seu coração e alma em One More Light. Depois de terminar de gravar o álbum, brincamos com Chester que - desde que ele fez muitas performances formidáveis no estúdio - ele tinha que levantar bastante a barra para produzir esta alquimia no palco todas as noites. Sem ser surpreendido, ele aceitou o desafio. Os shows que tocamos juntos no início do verão de 2017 foram extraordinários. Chester compartilhou conosco que o que ele sentiu foi a melhor turnê que já fizemos. [...] Seu compromisso de trazer essas peças à vida foi triunfante. Para aqueles que puderam participar deste passeio pessoalmente, agradecemos. Para aqueles que não conseguiram, esperamos que este álbum ao vivo te dê um vislumbre da magia que esses concertos foram para nós." | ” |

O álbum conta com gravações durante a parte europeia do One More Light World Tour. Antes de seu lançamento, a banda disponibilizou as faixas: "Crawling" e "Sharp Edges", sendo essas, gravadas em Berlim no dia 12 de junho de 2017.

## Contexto
O álbum contém uma seleção de várias músicas realizadas pela banda durante o One More Light World Tour, que teve sua parte norte-americana cancelada por conta da morte do vocalista Chester Bennington, e posteriormente, em 3 de outubro, a banda com uma nota oficial também cancelou a etapa final da turnê no Japão, que estava previsto para novembro de 2017.
O álbum ao vivo captura performances de 16 músicas em que Bennington tocou com o Linkin Park durante a turnê do álbum, em diferentes lugares. One More Light Live está disponível em CD e formato de download digital. No CD apresenta várias fotos das apresentações de 2017, incluindo também, imagens do show no Hollywood Bowl, intitulado como Linkin Park and Friends – Celebrate Life in Honor of Chester Bennington. Quanto ao lançamento digital, foi disponibilizado tanto em versões explícitas, quanto limpas, com as faixas censuradas sendo "Burn It Down", "Good Goodbye", "Heavy" e "Bleed It Out".

## Gravação

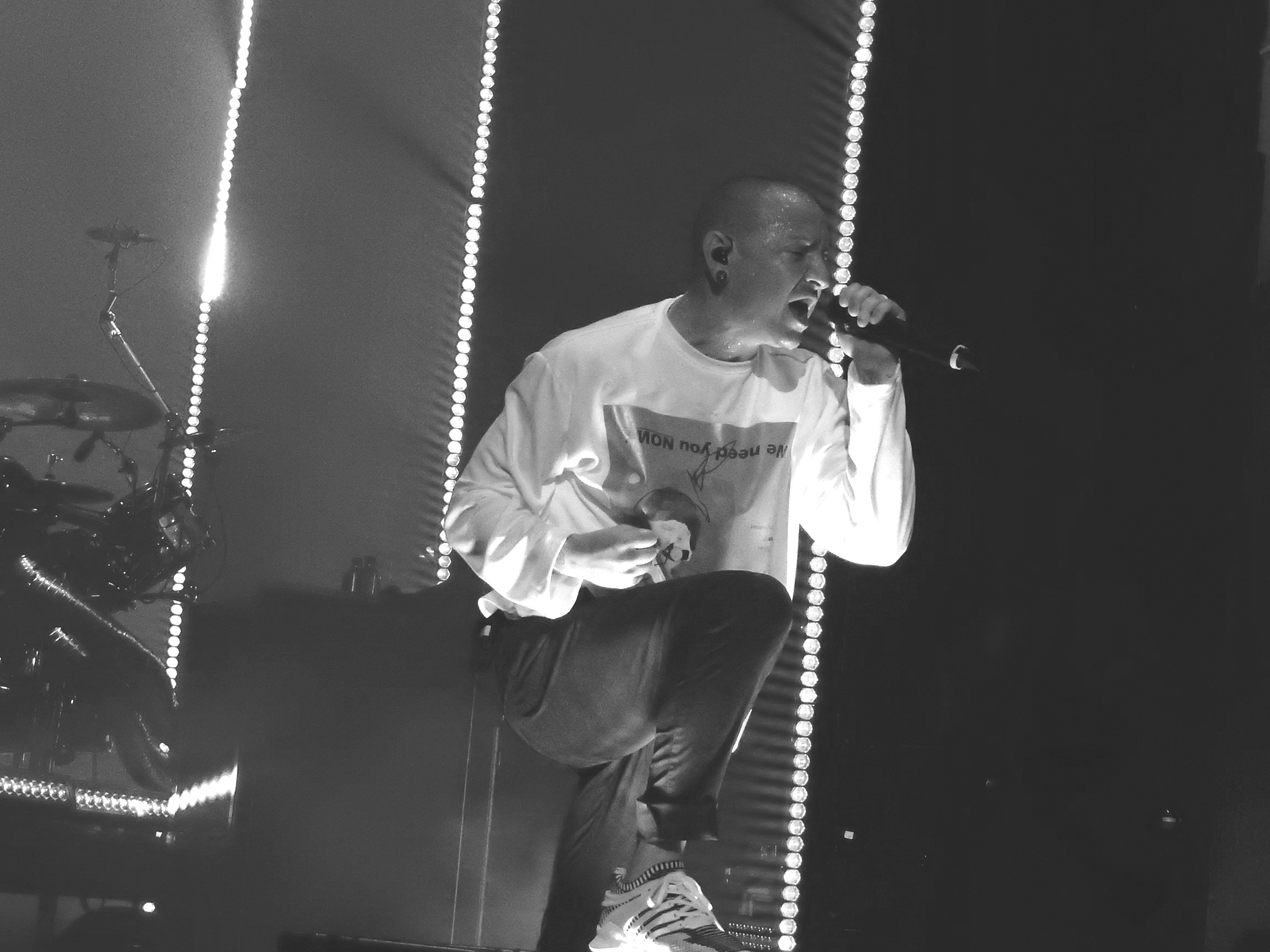
Chester Bennington em uma performance no dia 4 de julho de 2017.

As canções em One More Light Live foram gravadas ao vivo em vários locais na parte europeia do One More Light World Tour em junho e julho de 2017.
"Talking to Myself" apresenta a introdução: "Roads Untraveled/Fallout" (que abriu quase todos os shows na turnê) antes da canção ser iniciada. A faixa foi gravada no Festival Telekom VOLT em Sopron, Győr-Moson, em 27 de junho. "Leave Out All the Rest" e "Good Goodbye" foram gravados no O2 Academy Brixton, em 4 de julho. "Leave Out All the Rest" apresenta uma introdução estendida com Shinoda cantando o refrão da música em uma versão de piano. A versão do álbum de "Good Goodbye" foi tocada neste show, com Stormzy se juntando à banda para cantar seu verso, mas, em vez de aparecer o verso de Pusha T durante o segundo verso, Shinoda cantou o verso de demonstração reduzida que ele faz em sua versão ao vivo.
"Battle Symphony" e um discurso após "Burn It Down" foram retirados no último show de Bennington, que aconteceu no Barclaycard Arena, em Birmingham, Inglaterra, em 6 de julho. "Nobody Can Save Me" foi gravado na Arena TAURON em Cracóvia, Polônia, no dia 15 de junho.

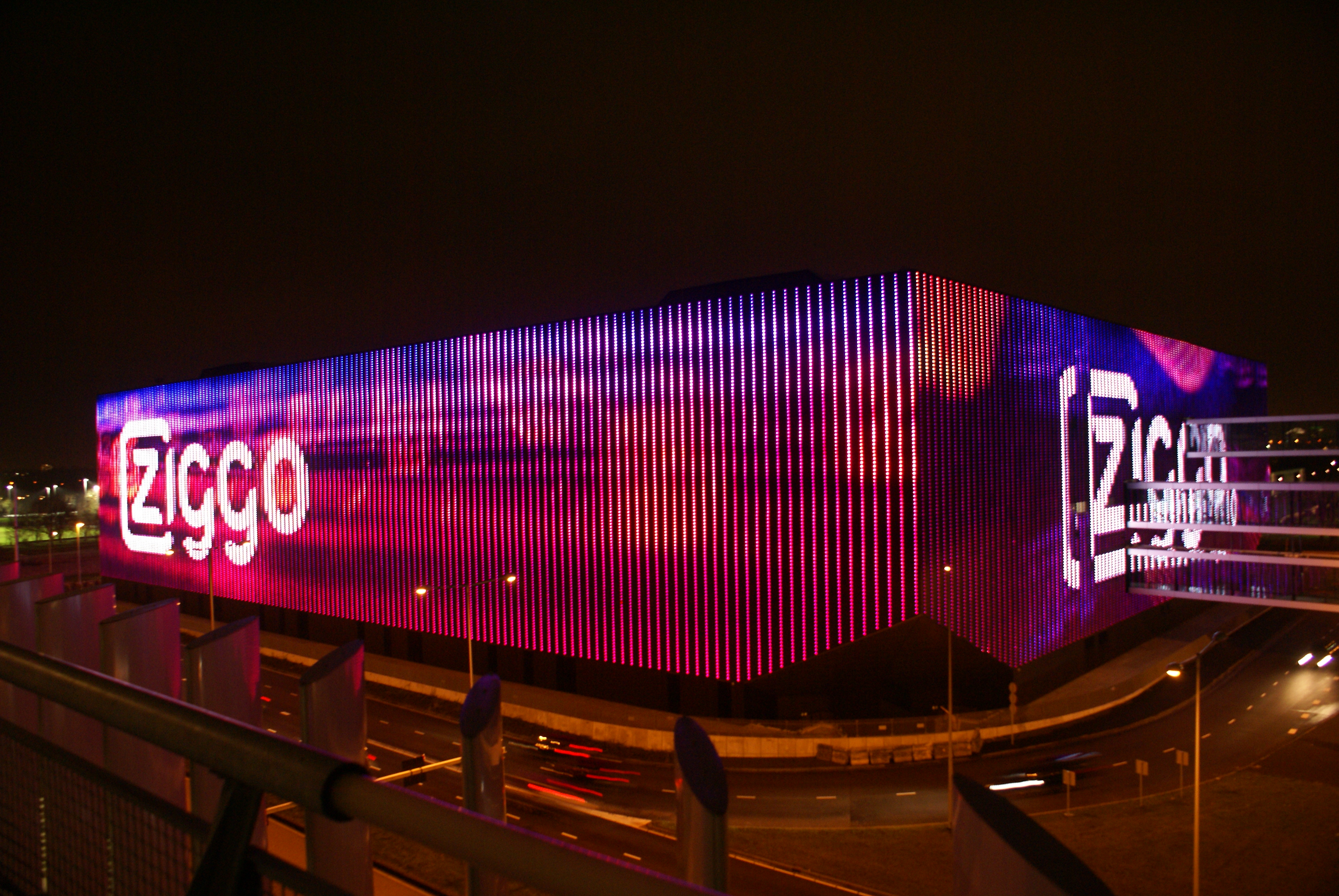
Seis canções contidas nesse álbum, vieram da performance da banda no Ziggo Dome em Amsterdã no dia 20 de junho de 2017.

"One More Light", "Crawling" e "Sharp Edges" foram gravados no evento 50th Anniversary Mercedes-Benz Celebration em Berlim, na Alemanha, no dia 12 de junho. "Crawling" foi executado em uma versão de piano. Esta foi a estréia ao vivo da canção "Sharp Edges", que foi realizada para toda a turnê em uma versão despojada. O discurso de Chester após "Sharp Edges", vem da performance no Ziggo Dome em Amsterdã, Holanda, no dia 20 de junho, levando até à próxima faixa do álbum.
"New Divide", "Invisible", "In the End", "Numb", "Heavy" e "Bleed It Out" foram todos gravados no mesmo show, em Ziggo Dome em Amsterdã, Holanda, em 20 de junho. "Invisible" apresenta uma introdução estendida e "Heavy" apresenta uma introdução de piano. A banda para de tocar após o segundo verso de "In the End" para deixar a multidão cantar. A multidão também cantou a segunda parte da ponte. "Numb" apresenta elementos de "Numb/Encore" com Mike e Chester, cantando a letra para "Encore". "Bleed It Out" foi tocado sem a introdução (começando com o rap de Mike) e com um final prolongado.
"Burn It Down" e "What I've Done" foram gravados em Lővér Kemping em Sopron, na Hungria, em 27 de junho.

## Promoção
A pré-venda do álbum começou em 15 de novembro de 2017 com um download disponível para "Crawling". Um trailer do álbum foi lançado no dia seguinte com imagens da turnê de 2017. Embora não haja um DVD para o álbum, um videoclipe para "Crawling" foi lançado em 4 de dezembro através do canal oficial do YouTube da banda. A segunda faixa a ficar disponível, "Sharp Edges", foi lançada em 1 de dezembro e um teaser de "Nobody Can Save Me" foi postado nas contas oficiais do Instagram e Snapchat da banda em 11 de dezembro. Em 14 de dezembro, um dia antes do lançamento do álbum, a banda divulgou um videoclipe para a versão ao vivo de "Sharp Edges" em seu canal no YouTube.

## Faixas
| Edição Padrão  |                                                      |         |  |
| N.º            | Título                                               | Duração |  |
| 1.             | "Talking to Myself" (Fallout/Roads Untraveled intro) | 5:16    |  |
| 2.             | "Burn It Down"                                       | 4:13    |  |
| 3.             | "Battle Symphony"                                    | 3:45    |  |
| 4.             | "New Divide"                                         | 4:30    |  |
| 5.             | "Invisible"                                          | 4:30    |  |
| 6.             | "Nobody Can Save Me"                                 | 3:59    |  |
| 7.             | "One More Light"                                     | 4:19    |  |
| 8.             | "Crawling" (versão de piano)                         | 3:29    |  |
| 9.             | "Leave Out All the Rest"                             | 4:50    |  |
| 10.            | "Good Goodbye" (participação de Stormzy)             | 4:08    |  |
| 11.            | "What I’ve Done"                                     | 4:33    |  |
| 12.            | "In the End"                                         | 3:48    |  |
| 13.            | "Sharp Edges"                                        | 4:47    |  |
| 14.            | "Numb" (contém versos de Numb/Encore)                | 3:50    |  |
| 15.            | "Heavy"                                              | 2:56    |  |
| 16.            | "Bleed It Out"                                       | 4:57    |  |
| Duração total: | Duração total:                                       | 67:50   |  |

## Pessoal
Linkin Park
- Chester Bennington – vocais, guitarra (nas faixas 3, 6 e 13), vocais de apoio (na faixa 5)
- Rob Bourdon – bateria (exceto nas faixas 7, 8 e 13)
- Brad Delson – guitarra (exceto na faixa 8)
- Joe Hahn – turntablism e sampler (exceto nas faixas 8 e 13)
- Dave Farrell – baixo (exceto nas faixas 8, 9 e 13), guitarra (na faixa 9), sampler (na faixa 10)
- Mike Shinoda – vocais e vocais de apoio (exceto nas faixas 8 e 13), guitarra rítmica (nas faixas 10, 11, 12 e 16), teclado (nas faixas 1-4, 6-9, 11, 14 e 15)

Outros artistas
- Stormzy - vocais (na faixa 10)

Produção
- Ethan Mates - Mixagem
- Josh Newell - Edição em Pro Tools
- Gravado por Brad Madix
- Michelle Mancini - Masterização

Fonte:

## Desempenho nas tabelas musicais
| Paradas (2017–18)                     | Melhor posição |
| ------------------------------------- | -------------- |
| Alemanha (Offizielle Deutsche Charts) | 7              |
| Austrália (ARIA)                      | 20             |
| Áustria (Ö3 Austria Top 40)           | 11             |
| Bélgica (Ultratop Valônia)            | 45             |
| Bélgica (Ultratop Flandres)           | 25             |
| Canadá (Billboard)                    | 29             |
| Escócia (Official Charts Company)     | 40             |
| Estados Unidos (Alternative Albums)   | 2              |
| Estados Unidos (Billboard 200)        | 28             |
| Estados Unidos (Hard Rock Albums)     | 2              |
| Estados Unidos (Top Rock Albums)      | 3              |
| Hungria (MAHASZ)                      | 6              |
| Nova Zelândia (RMNZ)                  | 32             |
| Países Baixos (Dutch Charts)          | 10             |
| Polónia (ZPAV)                        | 28             |
| Portugal (AFP)                        | 15             |
| Reino Unido (OCC)                     | 32             |
| Reino Unido (Rock & Metal Albums)     | 1              |
| Suíça (Schweizer Hitparade)           | 7              |

## Histórico de lançamento
| Região | Data                   | Formato              | Gravadora                  | Ref.          |
| ------ | ---------------------- | -------------------- | -------------------------- | ------------- |
| Mundo  | 15 de dezembro de 2017 | CD, download digital | Warner Bros., Machine Shop | [ 34 ] [ 55 ] |
| Mundo  | 21 de abril de 2018    | Vinil                | Warner Bros.               | [ 56 ]        |